# رابی رابینسون
رابی رابینسون (انگلیسی: Robbie Robinson; ۱ اکتبر ۱۸۷۹ – تاریخ ورودی نامعتبر است) بازیکن فوتبال اهل انگلستان بود که در اوایل قرن بیستم با لیورپول در لیگ دسته اول فوتبال انگلستان بازی می‌کرد.
از باشگاه‌هایی که در آن بازی کرده‌است می‌توان به باشگاه فوتبال ترانمره راورز و باشگاه فوتبال لیورپول اشاره کرد.